# Cnaeus Cornelius Scipio Calvus
Pour les articles homonymes, voir Scipions.
Cnaeus Cornelius Scipio Calvus appartenait à la famille des Scipions, branche de la gens Cornelia. Il est l'oncle de Scipion l'Africain (Publius Cornelius Scipio Africanus) et est consul en 222, avec Marcus Claudius Marcellus pour collègue. Tous deux dirigent, en tant que consuls, les opérations militaires lors de la dernière année de la guerre contre les Gaulois de Gaule cisalpine. Cornelius Scipion sera notamment l'un des artisans de la prise de Mediolanum, l'actuelle Milan, oppidum principal des Insubres.
Au début de la deuxième guerre punique, il fut envoyé en Espagne en 218 avec son frère Publius Cornelius Scipio, consul la même année, à la tête de deux armées. Le soulèvement du roi des Massaessyles de Numidie, Syphax, contre Carthage (215-212), retenant les armées puniques en Afrique, permit aux Romains d'étendre leurs conquêtes au sud de l'Èbre.
Mais quand Syphax eut fait la paix avec Carthage (212), les deux armées romaines, qui avaient déjà pénétré en Andalousie, subirent séparément un désastre, où leurs chefs périrent (211) devant des troupes supérieures en nombre, commandées par Magon et Hasdrubal, frères d'Hannibal.
Cnaeus Cornelius Scipio Calvus meurt donc en 211 av. J.-C. à la bataille d'Ilorci, près de Carthago Nova, en Hispanie, à trois semaines d'intervalles avec son frère Publius Cornelius Scipion, qui, lui, périt lors de la bataille du Bétis, alors qu'il n'avait que 44 ans.